# 장고: 분노의 추적자
《장고: 분노의 추적자》(Django Unchained)는 쿠엔틴 타란티노 감독의 서부 액션 드라마 영화이다. 제이미 폭스, 크리스토프 발츠, 리어나도 디캐프리오, 케리 워싱턴, 새뮤얼 L. 잭슨이 출연하였다. 북미에서는 2012년 12월 25일 개봉하였다.
서부 개척 시대와 디프사우스를 배경으로 하며, 해방된 노예 장고(제이미 폭스)가 독일계 현상금 사냥꾼의 닥터 킹 슐츠(크리스토프 발츠)와 함께 잔인한 농장주 캘빈 캔디(리어나도 디캐프리오)에 맞서 빼앗긴 아내 브룸힐다(케리 워싱턴)를 구하려고 하는 내용이다.
영화에 대해서는 좋은 평을 받았으며, 미국 아카데미상을 포함한 수많은 시상식에 후보로 올랐다. 제85회 미국 아카데미상에서는 크리스토프 발츠가 남우조연상을 수상하였으며, 제70회 골든 글로브상, 제66회 영국 아카데미 영화상(BAFTA)에서도 남우조연상을 받았다. 감독인 타란티노 역시 골든 글로브상과 미국 아카데미 시상식에서 각본상을 수상하였으며, 1994년 《펄프 픽션》으로 각본상으로 첫 아카데미상을 수상한 이후로 두 번째로 받은 작품이 되었다.
영화는 흥행에도 성공하여 4억 달러의 수익을 냈으며, 타란티노의 영화 중 가장 수익이 많은 영화가 되었다.

## 줄거리
1858년 텍사스에서 에이스와 디키 스펙 형제가 몇몇 아프리카계 미국인 노예들을 "몰아가고" 있다. 사슬에 묶인 노예들 중에는 아내 브룸힐다와 헤어져 팔려온 장고가 있다. 스펙 형제는 독일 뒤셀도르프 출신의 전 치과의사이자 현상금 사냥꾼인 킹 슐츠 박사에게 제지당한다. 슐츠는 노예 한 명을 사겠다고 요청하지만, 슐츠가 영장을 가지고 있는 브리틀 형제에 대한 장고의 지식을 묻는 동안 에이스를 짜증나게 하고, 에이스는 슐츠에게 산탄총을 겨눈다. 슐츠는 에이스를 재빨리 죽이고 디키는 새로 풀려난 다른 노예들의 손에 맡겨 죽게 한다. 장고가 브리틀 형제를 알아볼 수 있으므로, 슐츠는 장고가 그들을 추적하는 것을 돕는 대가로 그의 자유를 제안한다.
장고는 슐츠가 현상금 사냥꾼이라는 것을 알게 된다. 슐츠는 작은 마을에서 보안관으로 위장하고 있던 윌러드 펙이라는 무법자를 죽인다. 슐츠와 장고는 브리틀 형제를 추적하여 대농장으로 이끈다. 장고는 첫 번째 형제를 총으로 쏴 죽이고, 두 번째 형제는 잔인하게 채찍질한 후 총으로 쏘고, 슐츠는 세 번째 형제를 죽인다. 그들은 이어서 린치 집단을 이끄는 농장 주인을 기습하여 죽인다. 장고는 겨울 내내 슐츠와 협력하여 그의 제자가 되고, 슐츠는 장고의 타고난 총잡이 재능을 발견한다. 슐츠는 장고에게 자유를 준 첫 번째 사람이기 때문에 장고에게 책임감을 느끼며, 브룸힐다를 구하려는 그의 노력을 돕기로 결심한다.
이제 완전히 훈련된 장고는 첫 번째 현상금을 수령하고, 그 수배 전단을 행운의 부적처럼 보관한다. 미시시피주에서 슐츠는 브룸힐다의 주인을 알아낸다: 캔디랜드 플랜테이션의 매력적이지만 잔인한 주인인 캘빈 캔디는 흑인 노예들이 "만딩고 격투"라는 죽음의 레슬링 경기를 강제로 해야 하는 곳이다. 슐츠는 캔디가 브룸힐다를 직접 요구하면 팔지 않을 것이라고 예상하고, 캔디의 귀중한 격투 노예 중 한 명을 구매하는 데 관심을 보이는 척하고, 브룸힐다를 합리적인 가격에 따로 구매하겠다고 제안한 다음, 만딩고 거래가 확정되기 전에 그녀를 데리고 탈출할 계획을 세운다. 슐츠와 장고는 그린빌에 있는 캔디의 젠틀맨스 클럽에서 캔디를 만나 제안을 한다. 탐욕이 자극된 캔디는 그들을 캔디랜드로 초대한다. 브룸힐다에게 비밀리에 계획을 설명한 후, 슐츠는 독일어를 하는 브룸힐다에게 매료되었다고 주장하며, 격투 노예 구매를 협의한 후 그녀를 사겠다고 제안한다.
저녁 식사 중에 캔디의 맹렬히 충성스러운 가정 노예인 스티븐은 의심을 품게 된다. 장고와 브룸힐다가 서로를 알고 있으며 만딩고 격투 노예 판매는 단지 속임수일 뿐이라는 것을 추론한 스티븐은 캔디에게 경고하고 그의 탐욕을 개인적으로 질책한다. 캔디는 흑인에게 속았다는 사실에 굴욕감을 느끼지만, 분노를 억누르고 골상학에 대한 자신의 지식을 연극적으로 과시하며 백인 우월주의와 흑인 열등론을 정당화하는 데 사용한다. 캔디의 경호원이 산탄총을 두 현상금 사냥꾼에게 겨누며 갑자기 방으로 들어오고, 캔디는 브룸힐다를 죽이겠다고 격렬하게 위협한다. 그는 슐츠에게 전체 입찰액을 갈취하고, 떠나기 전에 거래를 확정하기 위해 공식적인 악수를 요구하며 그를 조롱한다. 슐츠는 그의 오만에 지쳐 숨겨둔 데린저로 캔디를 치명적으로 쏘고, 그의 심복이 그를 죽인다. 장고는 리볼버를 잡고 격렬한 총격전 끝에 브룸힐다가 총구에 인질로 잡히자 항복할 수밖에 없었다.
다음 날 아침, 스티븐은 장고에게 그가 평생 노동할 광산으로 팔릴 것이라고 말한다. 광산으로 가는 도중, 장고는 자신의 첫 번째 살인에서 얻은 수배 전단을 보여주며 자신의 어리숙한 호주인 호송원들에게 자신이 현상금 사냥꾼임을 증명한다. 그는 캔디랜드에 숨어 있는 무법자들에게 큰 현상금이 걸려 있으며, 대부분의 돈을 그들이 받을 것이라고 설득한다. 호송원들은 그를 풀어주고 권총을 주며, 그는 말과 함께 캔디랜드로 향하기 전에 그들을 죽인다.
장고는 농장으로 돌아와 캔디의 심복들을 더 죽인다. 그는 슐츠의 주머니에서 브룸힐다의 자유 증명서를 꺼내어 근처 오두막에서 그녀를 풀어준다. 캔디의 조문객들이 그의 장례식에서 돌아오자, 장고는 캔디의 남은 몇 안 되는 심복들과 그의 여동생 라라를 죽이고, 남은 두 명의 가정 노예를 풀어주며, 스티븐의 무릎을 쏴서 부상 입힌다. 장고는 이어서 저택 곳곳에 설치한 다이너마이트에 불을 붙인다. 그와 브룸힐다는 저택이 폭발하여 불구의 스티븐을 죽이는 것을 멀리서 지켜본 후 함께 말을 타고 떠난다.

## 배역

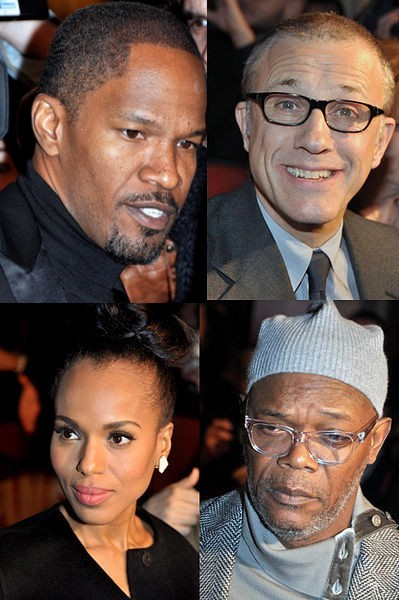
제이미 폭스, 크리스토프 발츠, 케리 워싱턴, 새뮤얼 L. 잭슨 (2013년 1월 파리 프리미어)

- 제이미 폭스 - 장고 프리먼 (Django Freeman)[7][8]
- 크리스토프 발츠 - 닥터 킹 슐츠 (Dr. King Schultz)
- 리어나도 디캐프리오 - 캘빈 캔디 (Calvin Candie)[8]
- 케리 워싱턴 - 브룸힐다 폰 샤프트 (Broomhilda Von Shaft)[9][10]
- 새뮤얼 L. 잭슨 - 스티븐 (Stephen)[11]
- 돈 존슨 - 스펜서 '빅 대디' 베넷 (Spencer 'Big Daddy' Bennett)[12]
- 월턴 고긴스 - 빌리 크래시 (Billy Crash)
- 데니스 크리스토퍼 - 리오니드 모귀 (Leonide Moguy)[13]
- 제임스 레마 - 버치 푸치 / 에이스 스펙(Butch Pooch / Ace Speck)[14][15][16]
- 데이비드 스틴 - 미스터 스톤사이퍼 (Mr. Stonecipher)
- 데이나 미셸 고리어 - 코라 (Cora)
- 니콜 갈리시아 - 시바 (Sheba)
- 로라 카요테 - 라라 리 캔디 피츠윌리 (Lara Lee Candie-Fitzwilly)
- 아토 에샌도 - 다르타냥 (D'Artagnan)
- 새미 로티비 - 로드니 (Rodney)
- 클레이 도너휴 - 포트노트 (Fontenot)
- 에스캘런트 런디 - 빅 프리드 (Big Fred)
- 미리엄 F. 글러버 - 베티나 (Betina)
- 제임스 루소 - 디키 스펙 (Dicky Speck)
- 톰 우팻 - 길 테이텀 (Gill Tatum)[16]
- 돈 스트로드 - 빌 샤프 (Bill Sharp)
- M. C. 게이니 - 빅 존 브리틀 (Big John Brittle)
- 쿠퍼 허커비 - 릴 라지 브리틀 (Lil Raj Brittle)
- 독 듀헤임 - 엘리스 브리틀 (Ellis Brittle)
- 존 재랫 - 광업 회사 직원
- 마이클 파크스 - 광업 회사 직원
- 쿠엔틴 타란티노 - 광업 회사 직원
- 프랑코 네로 - 아메리고 베세피[17]
- 러스 탬블린 - 총잡이의 아들
- 앰버 탬블린 - 총잡이의 아들의 딸
- 브루스 던 - 캐러칸
- 조나 힐 - 백 헤드
- 리 호슬리 - 거스 보안관
- 조 벨 - 트랙커
- 마이클 보웬 - 트랙커
- 로버트 캐러딘 - 트랙커
- 제이크 가버 - 트랙커
- 테드 닐리 - 트랙커
- 제임스 팍스 - 트랙커
- 톰 사비니 - 트랙커
- 아마리 치톰 - 로이
- 키스 제퍼슨 - 퍼지 랄프
- 마르쿠스 헨더슨 - 빅 시드
- 브라이언 브라운 - 후트 피터스
- 루이스 스트래턴 - 도트레이 살롱 걸
- 킴 로빌라드 - 피트
- 쉐너 스타인 - 도트리 비티
- 섀넌 하즐렛 - 도트레이 살롱 걸
- 잭 루카렐리 - 도트레이 라이플맨
- 빅토리아 토머스 - 도트레이 우먼
- 샤론 피에르 루이스 - 리틀 조디
- 크리스토퍼 베리 - 윌러드
- 킴 콜린스 - 랜디
- 데인 로즈 - 테네시 레드피쉬
- J.D. 에버모어 - O.B.
- 렉스 린 - 테네시 해리
- 마이클 바콜 - 스미티 바콜
- 네드 밸러미 - 윌슨
- 데이브 코넨 - Mr. 위글즈워스
- 다니엘레 왓츠 - 코코
- 존 아이즈
- 오마 J. 도시 - 치킨 찰리
- 에반 파크 - 백 헤드
- 크레이그 스타크 - 토미 질
- 리치 몽고메리 - 조니 제롬
- 제로드 번치 - 밴조
- 에드릭 브라운 - 조슈아
- 자말 더프 - 테이텀
- 토드 알렌 - 달러 빌
- 루이스 스미스 - 징글벨 코디
- 존 맥코넬

## 제작

### 기획

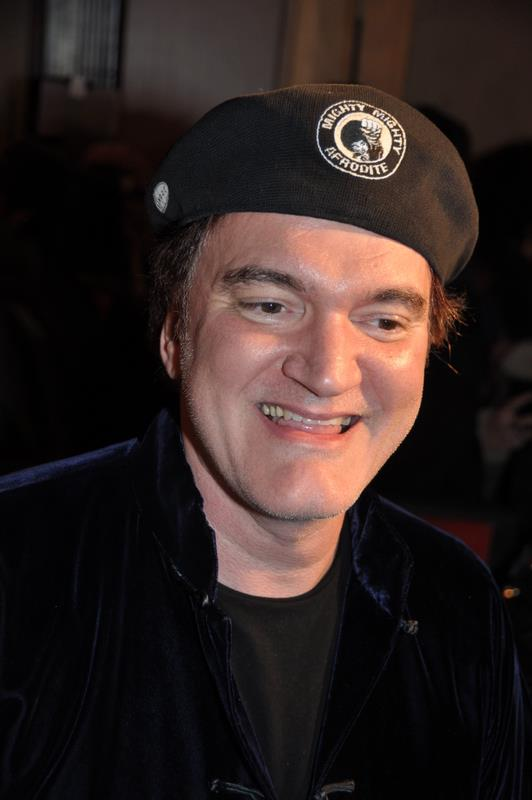
파리 프리미어에서 쿠엔틴 타란티노 감독 (2013년 1월)

2007년 쿠엔틴 타란티노가 데일리 텔레그래프에서 미국 디프사우스를 무대로 한 스파게티 웨스턴의 아이디어가 있다고 말했다. 타란티노는 제작 의도에 대해 "나는 계속 미국의 끔찍한 과거인 노예 문제를 다룬 영화를 제작하고 싶다고 생각했지만, 역사에 충실한 영화는 하고 싶지 않았고, 장르 영화로 그리고 싶다는 생각은 했다. 특히 미국의 웨스턴 작품은 극단적으로 노예 문제를 피해 그려온 작품이 많았다. 다른 나라들은 강제로 과거에 저지른 잔학 행위에 대해 국가별로 대처해야 해야했지만, 왠지 미국이 노예 문제에 관해서는 모두의 잘못으로서 파악해 아무도 제대로 이 문제를 바라보고 있지 않은 것 같다."고 설명했다.
타란티노는 2011년 4월 26일 각본 집필을 완료하였고, 와인스타인 컴퍼니에 최종안을 제출했다. 2012년 10월, 자주 타란티노와 협업을 하던 RZA는 《장고: 분노의 추적자》와 그의 감독 영화 《철권을 가진 사나이》에서 크로스오버 기획이 있던 것을 밝혔다. 크로스오버의 내용은 RZA의 캐릭터가 젊은 시절 노예 경매에 나온다는 내용이었다. 하지만, RZA는 스케줄상 프로젝트에서 하차하였다.
1966년 세르조 코르부치 감독의 스파게티 웨스턴 《장고》에서 영감을 받았으며, 프랑코 네로가 카메오로 출연하였다. 노예가 전투 훈련을 받는 것은 1975년 영화 《만딩고》에서 영향을 받았다. 타란티노는 또한 눈에서의 장면은 《위대한 침묵》의 오마쥬가 포함되어 있다고 말하였다. 가디언의 인터뷰에서 "《위대한 침묵》은 눈 속에서 행해진다. 나는 그런 눈 속에서의 작업을 아주 좋아하고, 《장고: 분노의 추적자》 중간에 눈 장면이 있다."고 말했다.

## 사운드 트랙
| #   | 제목                                                     | 가수                                                 | 재생 시간 |
| --- | -------------------------------------------------------- | ---------------------------------------------------- | --------- |
| 1.  | 〈Winged - "Dickey Speck"〉                              | 제임스 루소                                          | 0:08      |
| 2.  | 〈Django〉                                               | 루이스 바칼로프, 로키 로버츠                         | 2:55      |
| 3.  | 〈The Braying Mule〉                                     | 엔니오 모리코네                                      | 2:30      |
| 4.  | 〈"In The Case Django, After You..."〉                   | 크리스토프 발츠, 제이미 폭스                         | 0:30      |
| 5.  | 〈Lo Chiamavano King (His Name Is King)〉                | 루이스 바칼로프, 에다 델'오르소                      | 2:00      |
| 6.  | 〈Freedom〉                                              | 앤서니 해밀턴, 엘레이나 보인턴                       | 3:57      |
| 7.  | 〈Five-Thousand-Dollar Nigga's And Gummy Mouth Bitches〉 | 돈 존슨                                              | 0:30      |
| 8.  | 〈La Corsa (2nd Version)〉                               | 루이스 바칼로프                                      | 2:20      |
| 9.  | 〈Sneaky Schultz And The Demise Of Sharp〉               | 돈 스트로드                                          | 2:20      |
| 10. | 〈I Got A Name〉                                         | 짐 크로스                                            | 3:13      |
| 11. | 〈I Giorni Dell'ira〉                                    | 리즈 올토라니                                        | 2:49      |
| 12. | 〈100 Black Coffins〉                                    | 릭 로스                                              | 3:43      |
| 13. | 〈Nicaragua〉                                            | 제리 골드스미스(feat.팻 매스니)                      | 4:15      |
| 14. | 〈Hildi's Hot Box〉                                      | 새뮤얼 L. 잭슨, 리어나도 디캐프리오, 크리스토프 발츠 | 0:30      |
| 15. | 〈Sister Sara's Theme〉                                  | 엔니오 모리코네                                      | 5:20      |
| 16. | 〈Ancora Qui〉                                           | 엘리사 토폴리                                        | 5:09      |
| 17. | 〈Unchained (The Payback / Untouchable)〉                | 제임스 브라운, 투팍 샤커                             | 2:40      |
| 18. | 〈Who Did That To You?〉                                 | 존 레전드                                            | 3:48      |
| 19. | 〈Too Old To Die Young〉                                 | 브라더 디지                                          | 3:43      |
| 20. | 〈Stephen The Poker Player〉                             | 새뮤얼 L. 잭슨, 제이미 폭스                          | 0:30      |
| 21. | 〈Un Monumento〉                                         | 엔니오 모리코네                                      | 2:30      |
| 22. | 〈Six Shots Two Guns〉                                   | 새뮤얼 L. 잭슨, 제이미 폭스                          | 0:05      |
| 23. | 〈Trinity (Titoli)〉                                     | 안니발레 칸토리 모더니                               | 3:05      |

## 같이 보기
- 비탄에 빠진 소녀
- 수정주의 서부극

## 수상
- 2012년 제38회 LA 비평가 협회상 후보 남우조연상
- 2012년 제25회 시카고 비평가 협회상 후보 각본, 남우조연상
- 2013년 제22회 MTV 영화 & TV 어워즈 수상 최고의 황당한 순간상 - 제이미 폭스 외 1명
- 2013년 제70회 골든 글로브 시상식 수상 각본상 - 쿠엔틴 타란티노, 남우조연상 - 크리스토프 왈츠
- 2013년 제85회 미국 아카데미 시상식 수상 각본상 - 쿠엔틴 타란티노, 남우조연상 - 크리스토프 왈츠
- 2013년 제66회 영국 아카데미 시상식 수상 각본상 - 쿠엔틴 타란티노, 남우조연상 - 크리스토프 왈츠
- 2013년 제33회 런던 비평가 협회상 후보 작가상
- 2013년 제23회 유바리국제판타스틱영화제 후보 공식경쟁
- 2013년 제18회 크리틱스 초이스 시상식 수상 각본상 - 쿠엔틴 타란티노
- 2013년 제39회 새턴 어워즈 수상 최우수 각본상 - 쿠엔틴 타란티노
- 2014년 제39회 세자르영화제 후보 외국어영화상
- 2014년 제37회 일본 아카데미상 후보 우수 외국작품상